# Tom Dempsey
Thomas John Dempsey (Milwaukee, Wisconsin, 12 de enero de 1947-Nueva Orleans, Luisiana, 4 de abril de 2020) fue un jugador de fútbol americano estadounidense que jugó como kicker en la National Football League (NFL) para los New Orleans Saints (1969-1970), Philadelphia Eagles (1971-1974), Los Angeles Rams (1975-1976), Houston Oilers (1977) y Buffalo Bills (1978–1979). Asistió a la escuela secundaria en San Dieguito High School y jugó fútbol americano universitario en Palomar College. A diferencia del enfoque de "estilo de fútbol" que se estaba utilizando cada vez más durante su carrera, el estilo de patadas de Dempsey era el estilo estándar de punta recta.

## Carrera de la NFL
Dempsey es más conocido por patear un gol de campo de 63 yardas cuando expiró el tiempo para dar a los Saints una victoria por 19-17 sobre los Detroit Lions el 8 de noviembre de 1970 en el Tulane Stadium de Nueva Orleans. Antes de 1974, los postes estaban adelante del área de anotación no atrás como los están en la actualidad. Con el tiempo agotándose en el juego, los Saints intentaron un gol de campo con el titular Joe Scarpati viendo en la línea de 37 yardas de los Saints. El disparo de Jackie Burkett fue bueno, y Dempsey hizo el gol de campo cuando la pelota cayó justo más allá de la barra. La victoria fue una de las dos únicas para los Saints en esa triste temporada.
Con el puntapié, Dempsey rompió el récord de Bert Rechichar en la NFL para el gol de campo más largo en siete yardas. Ese récord fue empatado por Jason Elam en 1998, Sebastian Janikowski en 2011, David Akers en 2012, Graham Gano en 2018 y Brett Maher en 2019. El 8 de diciembre de 2013, Matt Prater superó la marca de Dempsey al alcanzar un gol de campo de 64 yardas. Las patadas de Dempsey y Gano fueron los goles de campo más largos para ganar un juego en su juego final.
Dempsey nació sin dedos en el pie derecho y sin dedos en la mano derecha. Llevaba un zapato modificado con una superficie plana y agrandada. Esto generó controversia sobre si tal zapato le dio al jugador una ventaja injusta. Cuando los periodistas le preguntaron si pensaba que era injusto, dijo: "Injusto, ¿eh? ¿Qué tal si intentas patear un gol de campo de 63 yardas para ganarlo con 2 segundos para que te quede con un zapato cuadrado, oh sí, y sin dedos?" Además, cuando ESPN Sport Science realizó un análisis de su patada, se descubrió que su zapato modificado no le había ofrecido ninguna ventaja. De hecho, se descubrió que el área de contacto más pequeña podría haber reducido, no aumentado, el margen de error.
La liga realizó dos cambios en las reglas en los años siguientes para desalentar más intentos de gol de campo. El primero fue en 1974, que movió los postes de la línea de gol a la parte posterior de la zona de anotación, agregando diez yardas a la distancia de tiro, y otorgó el balón a la defensa con un tiro errado en el lugar donde se rompió el balón. Esto fue cambiado en 1994 al punto de la patada. Luego, en 1977, la NFL agregó una regla, conocida informalmente como la "Regla de Tom Dempsey", que "cualquier zapato que use un jugador con una extremidad artificial en la pierna que patea debe tener una superficie de patada que se ajuste a la de un zapato de patada normal".
Su zapato liso con el que jugó en los emparrillados y obtuvo el récord del gol de campo más largo, es exhibido en el Salón de la Fama de la NFL, en Canton, Ohio.

## Estadísticas en la NFL[12]
| Año                   | Equipos               | Juegos | Goles De Campo | Goles De Campo | Goles De Campo | Goles De Campo | Goles De Campo | Goles De Campo | Goles De Campo | Goles De Campo | Goles De Campo | Goles De Campo | Goles De Campo | Goles De Campo | Goles De Campo | Goles De Campo | Puntos Extras | Puntos Extras | Puntos Extras |
| Año                   | Equipos               | Juegos | 0-19           | 0-19           | 20-29          | 20-29          | 30-39          | 30-39          | 40-49          | 40-49          | 50+            | 50+            | Totales        | Totales        | Lg             | Pct            | PEI           | PEC           | Pct           |
| Año                   | Equipos               | Juegos | GCI            | GCC            | GCI            | GCC            | GCI            | GCC            | GCI            | GCC            | GCI            | GCC            | GCI            | GCC            | Lg             | Pct            | PEI           | PEC           | Pct           |
| --------------------- | --------------------- | ------ | -------------- | -------------- | -------------- | -------------- | -------------- | -------------- | -------------- | -------------- | -------------- | -------------- | -------------- | -------------- | -------------- | -------------- | ------------- | ------------- | ------------- |
| 1969                  | NOR                   | 14     | 6              | 5              | 7              | 6              | 6              | 3              | 11             | 7              | 11             | 1              | 41             | 22             | 55             | 53.7%          | 35            | 33            | 94.3%         |
| 1970                  | NOR                   | 14     | 5              | 4              | 8              | 6              | 5              | 1              | 7              | 4              | 9              | 3              | 34             | 18             | 63             | 52.9%          | 17            | 16            | 94.1%         |
| 1971                  | PHI                   | 5      | -              | -              | 7              | 6              | 2              | 1              | 3              | 2              | 5              | 3              | 17             | 12             | 54             | 70,6%          | 14            | 13            | 92.9%         |
| 1972                  | PHI                   | 14     | 6              | 6              | 6              | 3              | 10             | 7              | 9              | 2              | 4              | 2              | 35             | 20             | 52             | 57.1%          | 12            | 11            | 91.7%         |
| 1973                  | PHI                   | 14     | 7              | 7              | 7              | 4              | 11             | 7              | 9              | 4              | 6              | 2              | 40             | 24             | 51             | 60.0%          | 34            | 34            | 100.0%        |
| 1974                  | PHI                   | 14     | 1              | 1              | 2              | 1              | 6              | 4              | 6              | 4              | 1              | 0              | 16             | 10             | 48             | 62.5%          | 30            | 26            | 86.7%         |
| 1975                  | RAM                   | 14     | 2              | 2              | 7              | 7              | 10             | 7              | 5              | 4              | 2              | 1              | 26             | 21             | 51             | 80.8%          | 36            | 31            | 86.1%         |
| 1976                  | RAM                   | 14     | 2              | 2              | 8              | 5              | 5              | 4              | 10             | 6              | 1              | 0              | 26             | 17             | 49             | 65.4%          | 44            | 36            | 81.8%         |
| 1977                  | HOU                   | 5      | -              | -              | 3              | 3              | 2              | 1              | 1              | -              | -              | -              | 6              | 4              | 37             | 66.7%          | 11            | 8             | 72.7%         |
| 1978                  | BUF                   | 16     | -              | -              | 5              | 5              | 5              | 4              | 3              | 1              | -              | -              | 13             | 10             | 46             | 76.9%          | 38            | 36            | 94.7%         |
| 1979                  | BUF                   | 3      | 1              | 1              | -              | -              | 2              | 0              | 1              | 0              | -              | -              | 4              | 1              | 18             | 25.0%          | 11            | 8             | 72.7%         |
| Total (11 temporadas) | Total (11 temporadas) | 127    | 30             | 28             | 60             | 46             | 64             | 39             | 65             | 34             | 39             | 12             | 258            | 159            | 63             | 61.6%          | 282           | 252           | 89.4%         |

## Retiro
En 1983, Dempsey fue incluido en el Salón de la Fama del Fútbol Semi-Pro de la Asociación de Fútbol Americano.
Después de retirarse del fútbol, residió con su esposa Carlene, quien enseñó historia en Kehoe-France, una escuela privada en Metairie, Louisiana, un suburbio de Nueva Orleans. Su casa se inundó durante el huracán Katrina en 2005.
En enero de 2013, Dempsey reveló que sufría de demencia. El psiquiatra Daniel Amen hizo el diagnóstico inicial de daño al cerebro de Dempsey. Durante los exámenes y escaneos médicos, Amen encontró tres agujeros en el cerebro, junto con otros daños.

## Muerte
El 30 de marzo de 2020, Dempsey dio positivo por COVID-19 durante la pandemia. Fue uno de los 15 residentes de una residencia para adultos mayores de Nueva Orleans que dio positivo por el virus. Murió el 4 de abril debido a complicaciones del virus.